# Heinrich Dickmann
Heinrich Dickmann (* 24. Februar 1941 in Kevelaer) ist ein deutscher Versicherungsmanager.

## Leben
Heinrich Dickmann studierte Mathematik (Dipl.-Math.) und Volkswirtschaftslehre an der Universität zu Köln und wurde dort 1975 mit der Arbeit Schätzung von Funktionalparametern durch spezielle Funktionen von Rangvariablen zum Dr. rer. pol. promoviert.
Von 1994 bis 2002 war Heinrich Dickmann Vorstandsvorsitzender der VHV Vereinigte Hannoversche Versicherung. Er ist seitdem Mitglied des Aufsichtsrates in verschiedenen Gesellschaften der VHV-Gruppe tätig: in der VHV Allgemeine Versicherung AG, VHV Lebensversicherung AG, Hannoversche Direktversicherung AG und in der VHV insurance services (is) GmbH. Er war von 2009 bis 2014 Aufsichtsratsvorsitzender der Hannoversche Lebensversicherung AG. Er war bis 2014 Aufsichtsratsvorsitzender der VHV Holding AG  und der VHV Vereinigte Hannoversche Versicherung a. G.
2002 bis 2005 war er Mitglied im Wirtschaftsbeirat der CDU.

## Ehrenamt und Auszeichnungen
2003 wurde Heinrich Dickmann mit dem Verdienstkreuz am Bande des Verdienstordens der Bundesrepublik Deutschland ausgezeichnet. Er engagiert(e) sich in zahlreichen Ehrenämtern insbesondere für soziale Projekte sowie als Vizepräsident der Industrie- und Handelskammer in Hannover und im Bildungszentrum der hannoverschen Versicherungswirtschaft. Er ist Gründungsmitglied des Beirats der niedersächsischen Landesverkehrswacht. Seit 1997 ist er Honorarkonsul der Republik Österreich. Er ist langjährig aktives Mitglied im Bund Katholischer Unternehmer (BKU). 

### Ritterorden vom Heiligen Grab zu Jerusalem
Heinrich Dickmann engagiert sich für zahlreiche sozialen Projekte und die Christen im Heiligen Land. Er ist Mitglied im Deutschen Verein vom Heiligen Lande. 1994 wurde Heinrich Dickmann vom Kardinal-Großmeister Giuseppe Kardinal Caprio zum Ritter des Ritterordens vom Heiligen Grab zu Jerusalem ernannt und am 12. November 1994 in Berlin durch Anton Schlembach, Großprior der deutschen Statthalterei, investiert. Dickmann ist Großkreuzritter des Päpstlichen Laienordens.
Er hatte verschiedene Positionen im Orden inne, zuletzt Präsident der Ordensprovinz Norddeutschland. Als Nachfolger von Paul Theodor Oldenkott war er seit 2007 Statthalter der Deutschen Statthalterei des Ritterordens vom Heiligen Grab zu Jerusalem und leitet den Päpstlichen Laienorden in Deutschland zusammen mit Reinhard Kardinal Marx, Grossprior des Ordens seit 2006. 2015 übergab er die Leitung der deutschen Statthalterei an Detlef Brümmer.
Der Kardinal-Großmeister des Ritterordens vom Heiligen Grab zu Jerusalem, Edwin Frederick O’Brien, berief Dickmann als Nachfolger von Christa von Siemens 2014 in die Heilig Land Kommission des Großmeisteramtes in Rom.
2013 wurde er durch Fouad Twal, den Lateinischen Patriarchen von Jerusalem, mit der Goldenen Palme von Jerusalem ausgezeichnet. 2015 wurde er zum Ehrenstatthalter in Deutschland ernannt. 2015 wurde er mit der Goldenen Verdienstmedaille des Lateinischen Patriarchats für sein Engagement in Israel, Palästina und Jordanien geehrt.